# 2108 Ото Шмит
2108 Ото Шмит (енгл. 2108 Otto Schmidt) је астероид главног астероидног појаса. Приближан пречник астероида је 19,11 ,
а средња удаљеност астероида од Сунца износи 2,435 астрономских јединица (АЈ).
Инклинација (нагиб) орбите у односу на раван еклиптике је 10,793 степени, а орбитални период износи 1388,525 дана (3,801 године). Ексцентрицитет орбите астероида износи 0,003.
Апсолутна магнитуда астероида износи 11,50 а геометријски албедо 0,121.
Астероид је откривен 1948. године и добио је име по руском научнику Оту Шмиту.